# Ropen
Ropen är en sjö i Storumans kommun i Lappland och ingår i Umeälvens huvudavrinningsområde. Sjön är 47,2 meter djup, har en yta på 11 kvadratkilometer och befinner sig 674,1 meter över havet.

## Delavrinningsområde
Ropen ingår i det delavrinningsområde (727515-145395) som SMHI kallar för Utloppet av Ropen. Medelhöjden är 776 meter över havet och ytan är 40,81 kvadratkilometer. Räknas de 6 avrinningsområdena uppströms in blir den ackumulerade arean 102,17 kvadratkilometer. Gejmån (Vuole-Gassasavon) som avvattnar avrinningsområdet har biflödesordning 2, vilket innebär att vattnet flödar genom totalt 2 vattendrag innan det når havet efter 389 kilometer. Avrinningsområdet består mestadels av skog (29 procent) och kalfjäll (42 procent). Avrinningsområdet har 11,55 kvadratkilometer vattenytor vilket ger det en sjöprocent på 28,3 procent.